# Crenigomphus renei
Crenigomphus renei – gatunek ważki z rodziny gadziogłówkowatych (Gomphidae).